# Connee Boswell
Constance 'Connee' Boswell (Kansas City (Missouri), 3 december 1907 – New York, 11 oktober 1976) was een Amerikaanse jazz- en blueszangeres en actrice.

## Biografie

### Jeugd
Connee Boswell werd geboren als dochter van de manager en voormalige circusartiest Alfred Clyde Boswell (1877-1944) en zijn echtgenote Meldania George Boswell-Foore (1871-1947) en groeide op in New Orleans. Connee was sinds 4-jarige leeftijd afhankelijk van een rolstoel. Naar verluidt kreeg ze op 3-jarige leeftijd polio. Bijkomend werden haar rug en haar benen verwond bij een val uit een hotelraam. In de familie leefde bovendien het verhaal, dat ze zich als kind zou hebben verwond met een handwagen. Als therapiemaatregel moest Boswell op verzoek van haar moeder cello leren, maar ook piano, trombone, gitaar en altsaxofoon.

### Carrière
Met haar zusters Martha en Helvetia, die ook zeer muzikaal waren, formeerde ze het jazzensemble The Boswell Sisters. Aanvankelijk alleen instrumentaal musicerend waren ze vanaf 1925 te horen bij de plaatselijke radiozender. Ze traden ook op in vaudeville-theaters in New Orleans en omgeving. De zusters werden klassiek opgeleid door de cellist Otto Finck, maar kozen echter spoedig voor de jazz en de zang. Van 1930 tot 1936 hadden de zusters hun meest succesvolle periode met opnamen voor Victor Records en Brunswick Records. Ze werden aangemoedigd door Harry Henry Leedy, die hen eind jaren 1920 ontdekte. Later trouwde hij met Connee Boswell en ondersteunde hij haar ook na de ontbinding van de groep.
Connee Boswell nam al in 1925 haar eerste soloplaat Cryin' Blues op, die een hit werd in het zuiden van de Verenigde Staten. Ook na de ontbinding van The Boswell Sisters in 1936 vervolgde ze haar carrière. Minstens sinds 1932 ontstonden solo-opnamen voor Brunswick Records. Ze trad vaak op in de radioshows van Bing Crosby, met wie ze ook opnamen maakte. Een hit van Boswell en Crosby was o.a. Alexander's Ragtime Band. Boswell ontmoette Crosby de eerste keer, toen hij nog lid was van de band The Rhythm Boys van Paul Whiteman en zijn orkest. Tijdens de jaren 1930 en 1940 telde Boswell tot de populairste zangeressen op de radio. Ze had ook haar eigen programma en was te horen bij programma's van CNN en NBC. Tijdens haar optredens gebruikte ze steeds een met een hefmechanisme uitgeruste rolstoel, die de indruk wekte dat ze zou staan. Ze trad ook op in films, waaronder in 1937 in de Paramount-film Artists and Models, waarin ze de song Whispers in the dark zong. Boswell trad ook op in de Broadway-shows Star Time, Curtain Time en Show Time. Ze werkte tot in de jaren 1960 overwegend voor de televisie. Haar laatste zangoptreden had ze in 1975 in de Carnegie Hall, samen met het Benny Goodman Orchestra.
De zang van Connee Boswell was van grote betekenis voor de muziek en de ontwikkeling in deze tijd. Haar zang werd volgens eigen zeggen beïnvloed door de blueszangeres Mamie Smith en de operazanger Enrico Caruso. De jazzzangeres Ella Fitzgerald kenmerkte Boswell vaak als haar eigen inspiratiebron. In haar vroegere opnamen met de orkest van Chick Webb klonk Fitzgerald de stem van Boswell zeer gelijkend.

## Sociale betrokkenheid
Boswell zette zich ook in voor mensen met een handicap. Ook telde ze met Eddie Cantor tot de oprichters van de organisatie March of Dimes en trad ze vanaf 1960 toenemend op in ziekenhuizen en tijdens benefietevenementen. Al tijdens de Tweede Wereldoorlog gaf ze optredens voor amusement van de troepen van leger en marine. Wegens haar handicap kon ze echter niet optreden in het buitenland.

## Privéleven en overlijden
Connee Boswell trouwde op 14 december 1935 met Harry Henry Leedy in Peekskill, die de manager was van The Boswell Sisters. Het huwelijk bleef kinderloos. Ze waren getrouwd tot zijn dood in 1975. 
In haar vrije tijd trainde ze honden, die ze ook meenam naar ziekenhuizen als amusement van kinderen met handicap. 
In februari 1976 moest ze een kankeroperatie ondergaan en vanaf mei 1976 volgde ze chemotherapie. Ze overleed in oktober 1976 op 68-jarige leeftijd in het Mount Sinai Hospital aan de gevolgen van maagkanker. De begrafenisplechtigheid vond plaats in de  Blessed Sacrament Roman Catholic Church in New York. Ze werd bijgezet bij haar echtgenoot op het Ferncliff Cemetery in Harksdale.

## Discografie
- 1951: The Star Maker
- 1951: Connee Boswell
- 1951: Singing the Blues
- 1956: Connee
- 1956: Connee Boswell & the Original Memphis 5
- 1958: Connee Boswell Sings Irving Berlin

## Filmografie
- 1937: It's All Yours
- 1937: Artists and Models
- 1941: Kiss the Boys Goodbye
- 1942: Syncopation
- 1946: Swing Parade of 1946
- 1958: Senior Prom

- Biblioteca Nacional de España: XX1699611
- Bibliothèque nationale de France: cb13941641f (data)
- Catàleg d'autoritats de noms i títols de Catalunya: 981058618059006706
- Gemeinsame Normdatei: 140132678
- International Standard Name Identifier: 0000 0000 7329 0708
- Library of Congress Control Number: n87847809
- Nationale Bibliotheek van Letland: 000058181
- MusicBrainz: 981b9396-fca8-4297-8d97-4421467eab6d
- Nationale Bibliotheek van Tsjechië: ola2002159373
- SNAC: w6jm3gwk
- Système universitaire de documentation: 197541909
- Virtual International Authority File: 76505117
- WorldCat: E39PBJppwQwGfbkjJHXbJDRtKd